# Interim da Lípsia
O Interim da Lípsia foi um dos vários acordos temporários entre o Imperador Carlos V e os luteranos germânicos, depois da Guerra de Esmalcalda. Ele foi apresentado a uma assembleia dos domínios políticos saxões, em dezembro de 1548. Embora não adotado pela assembleia, foi publicado por seus críticos sob o nome de "Interim da Lípsia."
O prévio Interim de Augsburgo, de 1548, encontrou forte oposição do lado luterano. A fim de torná-la menos questionável, uma modificação foi introduzida por Melâncton e outros teólogos protestantes, encarregados pelo Eleitor Maurício da Saxônia. Ao longo de vários meses, realizaram-se diversas reuniões entre teólogos luteranos, líderes da igreja católica e conselheiros políticos, incluindo uma reunião realizada na Abadia de Altzella, em novembro de 1548. Os luteranos tentaram explicar o seu sentido do que eles consideravam pontos essenciais da doutrina (por exemplo, a justificação e outros). Eles continuaram a negociar em coisas não-essenciais ou adiáforas, tal como a confirmação, o uso de velas, vestes, dias santos, etc.
O documento foi apresentado à assembleia saxã, realizada na Lípsia, em dezembro de 1548. Não foi adotada pelos territórios do Eleitorado da Saxônia, apesar de que alguns trechos, mais tarde, foram aplicados de forma seletiva a algumas regiões da terra. Sua forma definitiva foi dada pelos conselheiros políticos e não pelos teólogos.
As controvérsias em torno do Interim da Lípsia causou uma divisão no lado protestante entre filipistas e gnesio-luteranos, as chamadas controvérsias adiáforas. Em 1552, Moritz liderou uma coalizão contra Carlos V, o que resultou na Paz de Passau e, finalmente, no ano de 1555, na Paz de Augsburgo, o que transformaram o Interim de Augsburgo e declarações semelhantes em letra morta.